# Dédomè
Dédomè est l'un des neuf arrondissements de la commune de Kpomassè dans le département de l'Atlantique au Bénin,,.

## Géographie

### Localisation
Dédomè est situé au nord de la commune de Kpomassè. Il est limité au nord par la commune de Bopa et à l'est par la commune de Tori-Bossito, à l'ouest par Dékanmè et au sud par Sègbèya.

### Administration
Sur les 76 villages et quartiers de ville que compte la commune, l'arrondissement de Dédomè groupe 06 villages que sont: 
1. Couffonou
2. Dédomè Aclomè
3. Dédomè Kpodji
4. Hinmadou
5. Kpindjakanmè
6. Télokoé-Ahouya

## Histoire
L'arrondissement de Dédomè est une subdivision administrative béninoise. Dans le cadre de la décentralisation au Bénin, Il devient officiellement un arrondissement de la commune de Kpomassè le 27 mai 2013 après la délibération et adoption par l'Assemblée nationale du Bénin en sa séance du 15 février 2013 de la loi n° 2013-O5 du 15/02/2013 portant création, organisation, attributions et fonctionnement des unités administratives locales en République du Bénin

## Démographie
Selon le recensement de la population de 2013 conduit par l'Institut national de la statistique et de l'analyse économique (INSAE), Dédomè compte 2230 ménages avec 9 977 habitants,.
| Indicateur           | 2013 |
| -------------------- | ---- |
| Nombre de ménages    | 1531 |
| Population féminine  | 3732 |
| Population masculine | 3569 |
| Population totale    | 7301 |

La population est composée de plusieurs ethnies dont les Adja et les Fon sont majoritaires.